# Norra Möre och Stranda domsaga
Norra Möre och Stranda domsaga var en domsaga i Kalmar län. Den bildades 1858 när Norra Möre, Stranda och Handbörds domsaga delades på två delar och upphörde den 1 januari 1969 då den delades mellan Oskarshamns domsaga och Möre och Ölands domsaga.
1 januari 1952 överfördes till domsagan från Aspelands och Handbörds domsaga området för den upplösta Kråksmåla landskommun, som uppgick i den nybildade Alsterbro landskommun. Från Norra Möre och Stranda domsaga till Södra Möre domsaga överfördes området för den upplösta Kristvalla landskommun, som blev del av den utökade Madesjö landskommun. I motsatt riktning, från Södra Möre domsaga till Norra Möre och Stranda domsaga överfördes området för den upplösta Hossmo landskommun, som blev del av den utökade Dörby landskommun.
Domsagan lydde under Göta hovrätt.

## Tingslag
Som mest låg två tingslag under domsagan, men efter den 1 januari 1948 minskade detta till ett, när Norra Möre tingslag och Stranda tingslag slogs samman enligt beslut den 10 juli 1947 och bildade Norra Möre och Stranda domsagas tingslag.

### Från 1858
- Norra Möre tingslag
- Stranda tingslag

### Från 1948
- Norra Möre och Stranda domsagas tingslag

## Geografi
Norra Möre och Stranda domsaga omfattade den 1 januari 1952 en areal av 1 496,54 km², varav 1 461,92 km² land.

## Valkrets för val till andra kammaren
Mellan andrakammarvalen 1866 och 1908 utgjorde Norra Möre och Stranda domsaga en valkrets: Norra Möre och Stranda domsagas valkrets. Valkretsen avskaffades vid införandet av proportionellt valsystem inför valet 1911 och uppgick då i Kalmar läns södra valkrets.

## Häradshövdingar
- 1858–1884 Johan Petter Berg
- 1885–1908 Samuel Arfwidsson
- 1908–1939 John Emanuel Zetterstedt
- 1942–1951 Gunnar Davidsson Lundström
- 1952–1968 Klas Nilsson